# Trương Đình Hội
Trương Đình Hội (1849 – 1888) hay Trương Thiện Thuật là một sĩ phu, thủ lĩnh phong trào kháng chiến chống Pháp ở Quảng Trị trong phong trào Cần vương.

## Cuộc đời
Trương Đình Hội quê ở làng Phù Lưu, tổng Bích La, huyện Đăng Xương, phủ Triệu Phong (nay là xã Triệu Long, huyện Triệu Phong, tỉnh Quảng Trị). Cha ông là nông dân tên Trương Đình Thơ, mẹ họ Hoàng người làng Tả Hữu (nay thuộc xã Triệu Tài, huyện Triệu Phong).
Năm 1873 thời Tự Đức, ông đỗ Cử nhân ở trường thi Thừa Thiên. Theo ghi chép trong Quốc triều hương khoa lục, cả đời quan trường của ông chỉ làm đến tri huyện. Năm 1874, ông được triều đình bổ nhiệm làm Hành tẩu, Tư vụ bộ Lại. Năm 1876, ông được bổ làm Tri huyện Hoằng Hóa (Thanh Hóa). Do làm quan thanh liêm, từ chối nhận hối lộ, nên ông bị Tổng đốc tìm cách gạt bỏ. Năm 1877 (hoặc 1878), ông chuyển sang làm Huấn đạo Phú Lộc (Thừa Thiên). Năm 1882, ông được bổ nhiệm chức Tri huyện Hương Trà (Thừa Thiên).
Năm 1885, vua Hàm Nghi và Tôn Thất Thuyết rút về sơn phòng Tân Sở (Cam Lộ, Quảng Trị) ban Dụ Cần vương, kêu gọi sĩ phu, văn thân và nhân dân chống Pháp. Trương Đình Hội hưởng ứng, cùng Nguyễn Tự Như lấy Hà Thượng (Gio Linh, Quảng Trị) làm căn cứ, tổ chức chiêu mộ nghĩa quân, rèn đúc vũ khí để bảo vệ triều đình kháng chiến. Ngày 5 tháng 9, nghĩa quân đánh chiếm thành Quảng Trị, cướp ấn tín, khí giới. Không lâu sau, nghĩa quân phá phủ lỵ Triệu Phong, đốt giấy tờ, sổ sách, đoạt trại lính, kế đó là các trận đánh Trạng Mè, Đò Lục,...
Cuộc khởi nghĩa kéo dài được khoảng một năm thì thất bại, Hoàng Văn Phúc bị bắt và tử tiết, Nguyễn Tự Như đầu hàng. Trương Đình Hội rút về Quảng Nam dự định liên hệ với nghĩa quân Cần vương ở đây. Cuối năm 1887, ông bị quân địch bắt giữ ở Điện Bàn (Quảng Nam). Tháng 2 năm 1888 (mùng 3 tháng Giêng), ông bị xử chém ở bến đò Chợ Củi (hạ lưu sông Thu Bồn, Quảng Nam).

## Tưởng niệm
Trương Đình Hội được đặt tên cho một con đường ở phường 16, quận 8, Thành phố Hồ Chí Minh. Tuy nhiên, thành phố sau đó lại đặt một con đường khác mang tên Trương Đình Hợi ở phường 18, quận 4, thực chất là đọc sai tên Trương Đình Hội.